# Krater Sudbury
Krater Sudbury – krater uderzeniowy położony w okolicy miasta Sudbury w prowincji Ontario w Kanadzie. Jest to trzeci co do wielkości potwierdzony krater pochodzenia meteorytowego na Ziemi, a także jeden z najstarszych.
Istniejąca obecnie struktura ma obecnie kształt owalny i wymiary około 62 km długości, 30 km szerokości i 15 km głębokości (jest on zasypany osadami, powierzchnia gruntu znajduje się znacznie wyżej). Uważa się, że obecna struktura jest pozostałością oryginalnego, kolistego krateru o średnicy około 130 km i zewnętrznym pierścieniem o średnicy ok. 260 km, który uległ znacznej modyfikacji w wyniku procesów geologicznych. Ocenia się, że krater ten powstał na skutek uderzenia meteorytu o średnicy około 10 km, w przybliżeniu 1,85 miliarda lat temu (w orosirze, w paleoproterozoiku).
Struktura krateru Sudbury związana jest ze znaczącymi ekonomicznie pokładami mineralnymi: niklu, miedzi, platyny, palladu, złota, i innych metali.
Bezpośrednio na wschód od krateru Sudbury znajduje się krater Wanapitei, który powstał niezależnie i znacznie później (37,2 ± 1,2 miliona lat temu). Jako dużo młodsza struktura, nie jest w tak dużym stopniu wypełniony osadami, a jego misę wypełnia jezioro.

## Historia interpretacji struktury
Dyskusje na temat mechanizmu powstania struktury geologicznej w Sudbury trwają już od ponad stulecia. Z początku przeważała opinia, że struktura ta jest batolitem. Jednakże ani magmowa, ani hydrotermalna teoria powstania depozytów mineralnych, nie tłumaczyła szczególnej mineralogii tego rejonu. W latach 60. XX wieku popularna stała się hipoteza meteorytowej genezy. Wydawało się, że uderzenie pod niskim kątem może wytłumaczyć obserwowany owalny kształt struktury. Jednak niedługo później odkryto, że kratery uderzeniowe mają zawsze kształt prawie kolisty, nawet gdy powstają w wyniku uderzenia pod małym kątem. Później ujawniono szereg uskoków geologicznych w tym rejonie, które są (prawdopodobnie) odpowiedzialne za deformację krateru. Dodatkowe dowody na meteorytowe pochodzenie struktury to występowanie minerałów z mikrostrukturą związaną z uderzeniem (szokową) oraz spękania skały macierzystej.